# Valle di Santa Clara
La valle di Santa Clara (Santa Clara Valley in lingua inglese) è una valle degli Stati Uniti d'America a sud della baia di San Francisco nella California del Nord.

## Storia
Gran parte della Contea di Santa Clara e il suo capoluogo, San Jose, sono compresi in questa regione geografica. La valle era originariamente conosciuta con l'appellativo di Valley of Heart's Delight per la grande presenza di frutteti e alberi da fiore. Fino agli anni sessanta era la più grande produttrice di frutta del mondo, con 39 industrie conserviere. Un tempo prevalentemente coltivata a causa del suo suolo fertile, è ora in gran parte urbanizzata. Localmente la Valle di Santa Clara è anche denominata South Bay.
Sebbene rimanga poco del passato agricolo, la zona è un'importante regione vitivinicola americana. Tuttavia la fama è dovuta alla presenza degli insediamenti della Silicon Valley.

## Geografia
L'estremità settentrionale della Valle di Santa Clara è sulla punta meridionale della Baia di San Francisco, e l'estremità meridionale è in prossimità di Gilroy. La valle è delimitata dai Monti di Santa Cruz a sud-ovest e dal Diablo Range a nord-est. Si estende per circa 50 km di lunghezza e 20 km di larghezza.
La più grande città della valle è San Jose. La popolazione della valle è di circa 1.850.000 abitanti.